# Невен Дюмон, Хедвиг
Хедвиг Невен Дюмон (фр. Hedwig Neven DuMont) (9 августа 1946 года, Зекирхен, Австрия) — благотворитель, председатель ассоциации «Мы помогаем» в Кёльне и Галле. 16 августа 2020 года она была удостоена звания почётного гражданина города Кёльна за свою многолетнюю деятельность на благо общества. Вдова кёльнского издателя Альфреда Невена Дюмона.

## Биография
Хедвиг Невен Дюмон — дочь принца Карла фон Ауэршперга и переводчицы Элизабет фон Гутманншталь-Бенвенути. В 1952 году родители развелись, после чего в 1953 году в Лондоне отец женился на Пенелопе Гибсон, дочери британского капитана гвардии, а мать в 1956 году в Мюнхене вышла замуж за графа Вильгельма фон Магниса.
В 1966 году Хедвиг Невен Дюмон вышла замуж за Альфреда Невена Дюмонта. У них было трое детей: сын Маркус (1967—1995), дочь Изабелла (1968) и сын Константин (1969). Маркус учился в Кёльнской академии медиаискусств и в последние годы своей жизни был художником, называл себя Спиридоном Невеном Дюмоном. Ему посвящена премия Спиридона Невен Дюмона, учреждённая супружеской парой Невен Дюмон для поддержки молодых художников в Художественной академии медиа Кёльна.
В течение многих лет Невен Дюмон была председателем ассоциации «Мы помогаем» в Кёльне, а с момента её основания в 2001 году— ассоциации «Мы помогаем» в Галле.
Является членом попечительского совета «Центра раннего вмешательства и раннего лечения», заместителем председателя ассоциации Кельнской ассоциации защиты детей и покровителем Международного дня защиты детей.
Оказывает поддержку ассоциации защиты прав цыган «Rom e. V.» (читается: Ромефау)— по словам Гюнтера Вальраффа, помогла создать школы «Амаро Кхер» для синти и рома (группы европейских цыган), образовательный уровень которых пока остается низким.
Как покровитель ассоциации «Hits fürs Hospiz» (Хитс фюрс Хоспис) Невен Дюмон поддерживает хосписное движение и, таким образом, заботу о неизлечимо больных людях на последнем этапе их жизни.
Во время выборов мэра Кёльна в 2015 году она участвовала в разработке агитационных материалов для беспартийного кандидата Генриетты Рекер, выдвинутой партией «Bundis 90/Die Grünen» (Союз 90 / Зелёные) и поддержанной несколькими партиями.

## Сочинения
•	Backgammon. Kriminalroman. Bastei Lübbe 2011, ISBN 3-404-16083-5

## Награды
1997: Рейнланд талер (знак- награда за большой вклад в развитие культуры Рейнской области)
1998: Крест «За заслуги перед законом» на ленте ордена «За заслуги перед Федеративной Республикой Германия»
2006: Большой крест за заслуги перед орденом «За заслуги перед Федеративной Республикой Германия»
2009: Орден «За заслуги перед государством Северный Рейн-Вестфалия»
2011: Альтернативное почётное гражданство Кёльна вместе с Куртом Холлом. В рекомендации гражданского комитета «Альтернативное почетное гражданство Кёльна» говорится: «Мы уважаем её как женщину, которая вносит свой вклад в поддержание и расширение солидарного общества, выходя за рамки всех профессиональных интересов и политических обязательств».
2015: Почётное кольцо Рейнской области
2020: Почетный гражданин города Кёльн